# John Thompson
Pour les articles homonymes, voir John Thomson et Thomson.
John Thompson Jr. (né le 2 septembre 1941 à Washington, DC et mort le 31 août 2020 à Arlington (Virginie)) est un entraîneur de l'équipe universitaire NCAA de basket-ball de Georgetown (surnommés les « Hoyas »).
C'est aussi un double champion NBA (1965 et 1966) avec les Celtics de Boston. Pivot de 2,08 m, il est la doublure de Bill Russell, d'où son surnom The Caddy. L'ensemble de la carrière de John Thompson a fait de lui un des premiers entraîneurs noirs respectés et en 1999 il est intronisé au Naismith Memorial Basketball Hall of Fame en qualité d'entraîneur.

## Biographie

### Jeunesse
John Thompson est né et a grandi à Washington D.C. et est un catholique pratiquant. Enfant, sa mère a insisté pour l'envoyer dans des écoles catholiques pour leurs possibilités d'éducation et leurs défis académiques. À la Archbishop Carroll High School , John Thompson a été sélectionné pour jouer dans trois matchs consécutifs du Championnat de la ville (1958-60). En 1959, l'équipe de Carroll avec Thompson, Monk Malloy, George Leftwich et Tom Hoover ont battu Cardozo 79-52. Au cours de son année senior, il amène l'équipe de Carroll à une série de 24 victoires sans défaites, poursuivant la série de 48 victoires consécutives. Carroll termine la saison 1960 invaincue avec une victoire de 57-55 sur Sainte-Catherine dans le tournoi Knights of Columbus, John Thompson marque quinze pour les Lions. Thompson termine la saison comme meilleur scoreur de la Conférence catholique de Washington (Washington Catholic Athletic Conference) avec une moyenne de vingt-et-un points par match.

### Carrière de joueur

#### Universitaire
Après avoir été diplômé de l'Archbishop Carroll High School , John Thompson a poursuivi à Providence College où il joue dans l'équipe des Friars de Providence qui gagnent le National Invitation Tournament de 1963. L'année suivante il fait partie de l'équipe qui fut éliminé au premier tour du Championnat NCAA de basket-ball 1964. Lors de sa dernière année en 1964 il est nommé dans le All-America team NCAA. Thompson est leader de tous les temps pour les Friars pour les points marqués, la moyenne de points et le pourcentage de tirs réussis, et la deuxième pour les rebonds. Actuellement, Thompson est onzième performer de tous les temps du Providence College, quatrième meilleur marqueur moyenne, sixième en pourcentage de tirs réussis, et la troisième aux rebonds.

#### Professionnelle en NBA
Lors de la draft 1964 du 4 mai, les Celtics de Boston le sélectionne lors du troisième tour, en vingt-cinquième position. Lors de sa première année à Boston il joue 64 matchs pour un temps de jeu de 10 minutes par match. Lors de sa seconde saison il ne jouera que 10 matchs. Les deux années il ne participe qu'à trois matchs de playoffs. Avec ses 2,08 m (6′ 10″) pour 122 kg (268 lb), il soutient Bill Russell, le pivot des Celtics, et remporte deux championnats. Surnommé The Caddy pour son rôle secondaire par rapport à Russell, sa carrière en tant que joueur n'est pas exceptionnelle et il prend sa retraite en 1966, bien que le 30 avril 1966 lors de la Draft d'expansion NBA 1966 il est sélectionné par les Bulls de Chicago, avec lesquels il ne jouera jamais pour commencer une carrière avec beaucoup plus de succès dans le coaching.

### Carrière d'entraîneur

#### Georgetown
Quand John Thompson prend en main l'effectif des Hoyas, l'équipe sort d'une saison minable
enregistrant un triste record de 3 victoires pour 23 défaites. Thompson fait rapidement progresser l'équipe qui entre dans les 3 ans dans le tournoi final NCAA.

Pendant les 27 années qui suivent, il gagne 71,4 % des matchs et enchaîne 24 apparitions au tournoi final. Entre 1979 et 1992, les Hoyas atteignent le Final Four à 3 reprises : 1982,1984 et 1985.

En 1984, il mène l'université à son premier titre manquant de très peu le doublé en 1985.
Pendant sa carrière, le gourou de Georgetown forme de grands joueurs comme Patrick Ewing, Alonzo Mourning, Dikembe Mutombo et Allen Iverson. 26 de ses élèves sont sélectionnés à la Draft de la NBA dont 8 au premier tour, et 2 en première position (First pick) : Ewing en 1985 par les Knicks de New York et Iverson par les 76ers de Philadelphie en 1996.

#### Jeux olympiques
John Thompson est entraîneur-assistant pour la médaille d'or aux JO de 1976 de la sélection américaine. Entraîneur en chef pour les JO de 1988, l'équipe est battue en demi-finale par l'URSS 82 à 76 et n'atteint que la troisième marche du podium grâce à l'ultime victoire sur l'Australie et reste très blessé par cette contre-performance.

#### Fin de carrière
John Thompson se retire soudainement de la compétition en 1999, invoquant des soucis familiaux. Il entre alors au Basketball Hall of Fame dans les mois qui suivent comme entraîneur. Son fils aîné, John Thompson III, est l'entraineur actuel des Hoyas.

## Palmarès
John Thompson détient toujours de nombreux records de la conférence NCAA du Big East :
- 231 victoires dont 198 en saison régulière
- 7 titres de meilleure équipe de la conférence
- 7 titres de meilleur entraîneur de l'année

## Commentateur sportif
Après avoir quitté le statut d'entraîneur, John Thompson continue d'être actif dans le basket-ball en tant que commentateur à la fois professionnel (principalement pour la TNT) et universitaires. Il a accueilli le John Thompson Show, un talk-show sportif sur ESPN 980 (anciennement Sport Parlez-980) à Washington, Thompson est peut-être mieux connu pour commencer ses entretiens avec le célèbre : « Permettez-moi de vous poser une question ... ». Thompson a signé un contrat à vie avec Clear Channel Radio et Sportstalk 980 en février 2006. Il continue à passer beaucoup de temps autour du programme de basketball de Georgetown.